# Siêu cúp bóng đá Việt Nam 2006
Trận Siêu Cúp bóng đá Quốc gia – IZZI Cup 2006 là trận chung kết lần thứ 8 trong lịch sử của Siêu cúp bóng đá Việt Nam do Liên đoàn bóng đá Việt Nam phối hợp với Báo Tiền Phong đồng tổ chức. Trận đấu diễn ra lúc 16h00 ngày 10 tháng 2 năm 2007 giữa hai đội bóng Gạch Đồng Tâm Long An (Là nhà vô địch Giải bóng đá vô địch quốc gia 2006) và Hòa Phát Hà Nội (Là nhà vô địch Giải bóng đá Cúp Quốc gia 2006 trên Sân vận động Long An thuộc tỉnh Long An. Kết quả chung cuộc, Gạch Đồng Tâm Long An đánh bại Hòa Phát Hà Nội với tỷ số 2-0 một cách đầy thuyết phục, qua đó lên ngôi vô địch lần đầu tiên. Cầu thủ Huỳnh Tshamala của Gạch Đồng Tâm Long An	 thi đấu xuất sắc khi nhậm cú đúp danh hiệu với tư cách là cầu thủ xuất sắc nhất trận đấu và cầu thủ ghi bàn thắng đầu tiên với tổng giá trị giải thưởng 6 triệu đồng .

## Thông tin trước trận đấu
Bối cảnh
Siêu Cúp bóng đá quốc gia năm 2005 trên sân Lạch Tray (Hải Phòng), đội bóng giành cú đúp ngoạn mục mùa giải 2005 là Gạch Đồng Tâm Long An được đánh giá rất cao đã thúc thủ trước chủ nhà Mitsustar Hải Phòng với tỷ số 1-2 dù ghi bàn trước.
Điều đáng nói là ở trận chung kết Cúp Quốc gia trước đó trên sân Long An cũng giữa hai đội bóng này, Mitsustar Hải Phòng đã thua tan nát 5 bàn không gỡ. Nhớ lại điều đó để thấy được, trận đấu Siêu Cúp luôn hứa hẹn những nét mới, hấp dẫn và chứa đựng nhiều bất ngờ.
Mùa giải này, lần đầu tiên trận đấu Siêu Cúp bóng đá quốc gia được tổ chức tại khu vực Đồng bằng sông Cửu Long. Sân Long An trong những ngày qua đang náo nức chuẩn bị cho trận đấu mở màn mùa giải mới này.
Khán giả Long An và các tỉnh đồng bằng lân cận đang náo nức chờ vào sân để tận mắt chứng kiến trận đấu đỉnh cao của hai đội bóng đã vô địch hai giải đấu có chất lượng cao nhất của bóng đá Việt Nam.
Sự trông đợi của khán giả là một sức ép không nhỏ của HLV Huỳnh Ngọc San và các cầu thủ GĐTLA khi khán giả nhà khát khao được tận mắt chứng kiến đội bóng quê hương giành được danh hiệu bóng đá cao quý là Siêu Cúp .
Điều lệ của trận đấu
Theo điều lệ, trận Siêu Cúp bóng đá Quốc gia lần thứ 8 – IZZI Cup 2006 được tổ chức vào 15h30 ngày 10/2/2007 trên sân Long An. Hai đội thi đấu theo thể thức hòa trong 90 phút sẽ đá luân lưu 11m để xác định đội đoạt Siêu Cúp. Cơ cấu giải thưởng:
- Đội thắng: Cúp, bảng danh vị, huy chương và tiền thưởng 150 triệu đồng
- Đội thua: Bảng danh vị, huy chương và tiền thưởng 70 triệu đồng
- Cầu thủ ghi bàn thắng đầu tiên của trận đấu: 3 triệu đồng
- Cầu thủ xuất sắc nhất trận đấu: 3 triệu đồng [6].

## Chi tiết trân đấu
| Gạch Đồng Tâm Long An | 2 – 0    | Hòa Phát Hà Nội |
| --------------------- | -------- | --------------- |
| Tshamala 75' 89'      | Chi tiết |                 |

| GẠCH ĐỒNG TÂM LONG AN: |    |                    |        |
|                        |    |                    |        |
| TM                     | 1  | Phan Văn Santos    |        |
| TĐ                     | 10 | Nguyễn Việt Thắng  |        |
| TĐ                     | 9  | Tshamala Kabanga   |        |
| TĐ                     | 10 | Antonio Carlos     | Thẻ đỏ |
| Cầu thủ dự bị:         |    |                    |        |
| TV                     | 23 | Phan Văn Tài Em    |        |
| TV                     | 7  | Nguyễn Minh Phương |        |
| Huấn luyện viên:       |    |                    |        |
| Huỳnh Ngọc San         |    |                    |        |

| HÒA PHÁT HÀ NỘI: |    |                     |
|                  |    |                     |
| TM               | 1  | Nguyễn Mạnh Dũng    |
| HV               | 2  | Nguyễn Tiến Dũng    |
| TĐ               | 10 | Das Silva           |
| TĐ               | 9  | Williams Dos Santos |
| Cầu thủ dự bị:   |    |                     |
| Huấn luyện viên: |    |                     |
| Vương Tiến Dũng  |    |                     |

| THÔNG TIN TRẬN ĐẤU ĐIỀU HÀNH TRẬN ĐẤU - Giám sát trận đấu: - Giám sát trọng tài: - Trợ lý trọng tài 1: - Trợ lý trọng tài 2: - Trọng tài thứ tư: | QUY ĐỊNH TRẬN ĐẤU - Thời gian thi đấu 90 Phút (Mỗi hiệp 45 phút, nghĩ giữa hiệp 15 phút). - Đá luân lưu nếu tỷ số hòa. - 9 cầu thủ dự bị. - Tối đa thay người 3 cầu thủ. |

| Siêu cúp bóng đá Việt Nam năm 2006 Nhà vô địch |
| ---------------------------------------------- |
| Gạch Đồng Tâm Long An Vô địch lần thứ nhất     |